# 프로그레시브 팝
프로그레시브 팝(영어: Progressive pop)은 팝의 보편적인 공식에서 벗어나기를 시도하거나 프로그레시브 록 장르를 팝에 접목한 장르로 1970년대와 1980년대 중파방송에서 많이 들렸다. 본래는 1960년대 초기 프로그레시브 록을 의미하는 데 쓰였다. 프로그레시브 팝의 스타일 특징으로는 훅과 이어웜, 비정통적이거나 다양한 악기 사용, 음정과 리듬의 변화, 더 큰 형태의 실험, 예상하지 못하는 파괴적인 방식이 있다.
1960년대 경제 호황으로 음반 회사들이 음악가에게 투자를 하기 시작하였고, 음악가들은 자신의 작품이나 마케팅에 대한 통제권을 제한받기 시작했다. 로큰롤과 인도의 라가, 아시아의 영향을 받은 멜로디 등 다양한 음악 스타일과 결합시킨 장르로, 궁극적으로는 프로그레시브 록(또는 "프로그")의 창조에 영향을 미쳤다. 프로그 판매량이 감소하기 시작했을 때 일부 음악가들은 더 접근하기 쉬운 사운드로 돌아가기도 했다.